# Per-Gunnar Alldahl
Per-Gunnar (”P-G”) Alldahl , född 11 oktober 1943 i Solna, är en svensk tonsättare och musikteoripedagog.
Alldahl studerade vid Kungliga Musikhögskolan i Stockholm 1962–70 och hade som lärare bland andra Olle Scherwin och Ingvar Lidholm. Han avlade diplomexamen i orgel 1967 och musikpedagogexamen 1969. Från 1969 till 2009 var han lärare i gehör vid Kungliga Musikhögskolan, från 1971 lektor och sedermera professor. Han var dirigent för Lidingö kammarkör 1984–1991.

## Priser och utmärkelser
- 2010 – Medaljen för tonkonstens främjande[1]

## Verk
- All vår början ..., två tidiga kompositioner
  1. ”Gråbergssång” för röst och piano till text av Gustaf Fröding (1960)
  2. ”Burlesk” för piano (1959)
- Folkvisa för blandad kör, harpa och 2 trumset (1967)
- Light Music för 5 flöjter, hammondorgel och vibrafon (1968)
- Musik för cello (1968)
- Biceps för 2 violiner, viola, 2 celli, 3 piano/cembalo/orgel och tape (1968/1972)
- Play för orkester (1970/1972)
- Ad Lib för basklarinett, trombon och cello eller annan valfri besättning (1971)
- Ad Lib Unisono för alt, blockflöjt, trombon, vibrafon och kontrabas (1972)
- Bruspolska för nyckelharpor (1972)
- Stämma blod för blandad kör eller manskör och slagverk (1972/1975)
- Tre svenska trollformler för kör och slagverk (1972–86)
  1. ”Stämma blod” för manskör och dova trummor
  2. ”Mot värk” för blandad kör och trumset
  3. ”Mot vårtor och liktornar” för damkör, cymbaler och trianglar
- Knaverlek för nyckelharpa och liten stråkorkester (1974)
- Ljudens dikt sjunger i vinden... för recitation, blandad kör och orkester till text av Miguel Ángel Asturias i översättning av Artur Lundkvist (1974)
- Ett drakspel, musikberättelse för lågstadiet med libretto av Rose Lagercrantz (1976)
- Inuti – om vardagskänslor för tenorsolo, 4-stämmig blandad kör och orkester (1978–79)
  1. ”Glädje och sorg” till traditionell text
  2. ”Rädsla” till text av Marie Hinzig
  3. ”Ilska” till text av Elsa Grave
  4. ”Saknad” till text av Eva Johansson
  5. ”Lugn” till text av Siw Lagesson
- Till flöjten, orden och kärleken för blandad kör och blåsare till text av Ingemar Moberg (1980)
- Rörverk -80 för basklarinett och fagott (1980–81)
- Pax (?) för damkör och blandad kör till text ur Bibeln (1982)
- Det här är stunden för manskör eller blandad kör till text av Olle Adolphson (1982/1987/1998)
- Jag ville måla för blandad kör och orgel (1984)
  1. ”Kyrie” till text av Tomas Tranströmer
  2. ”Det ena nödvändiga” till text av Erik Lindorm
  3. ”En målares önskan” till text av Karin Boye
  4. ”Stanna och se” till text av Arne Forsberg
  5. ”De blomster som i marken bor” till text av Harry Martinson
- Fem små sånger för lika röster och piano (1985)
  1. ”Jag målar en björk” till text av Siv Widerberg
  2. ”Mörker” till text av Katarina, 13 år
  3. ”Fiolen” till text av Anders, 11 år
  4. ”Rymden” till text av Katarina, 12 år
  5. ”Blomman i vasen” till text av Pian, 14 år
- Fyra sånger för diskantkör och piano (1985)
  1. "Fiolen” till text av Anders, 11 år
  2. "Mörker” till text av Katarina, 13 år
  3. "Jag målar en björk” till text av Siv Widerberg
  4. "Rymden” till text av Katarina, 12 år
- Var och en av oss för 2 blandade körer och orgel till text ur Romarbrevet (1986)
- Och det vart morgon för blandad kör och fyrhändigt piano till text av Rolf Aggestam (1987)
- Elva-lek för 1–2 pianon (1989)
- Se vår nya glädje här för blandad kör (1991)
- Gamle man för manskör och 4 tromboner eller 3-stämmig manskör a cappella (1994)
- Vinterhat för damkör med 1–2 pianon till text av Harry Martinson (1996–97)
- Sju satser om tid för mezzosopran, baryton, recitatör, blandad kör och orkester (2013)
  1. ”Prolog” med text av Johan Olof Wallin
  2. ”Tiden är ett barn” med text av Bertil Gedda
  3. ”Den lilla ön” med text av Harry Martinson
  4. ”Ord om tid” med text ur Nationalencyklopedin
  5. ”Blommor och träd” med text av Hélder Câmara i svensk översättning av Catharina Broomé
  6. ”Klocksång” med text av Elmer Diktonius
  7. ”Flyktigare vårt ögonblick” med text av Karl Vennberg
- Fleo et lamentor för röst och piano till texter av Cicero och Ovidius

## Diskografi
- Biceps. För instrumentalensemble och bandspelare:
  - Svensk körmusik från 70-talet. Bromma kammarkör. LP. Stockholms körförbund Skf 6001. 1981.
- Den här stunden. Text: Olle Adolphson
  - Tystnaden smyger som en katt - : visor av och med Olle Adolphson. Radiokören. CD. His Master's Voice 50999 687179 2 6 (box). 2009.
- Pax (?):
  - Da pacem, Domine : nordisk sakral musik med unga röster från Lund. Lunds kammarkör. CD. Korinell LKK-CD-4. 1993.
- Stämma blod:
  - Nordic romance : songs for male-voice choir. Lunds universitets manskör. CD. Bis CD-206. 1994.
- Svenska trollformler: nr 1, Stämma blod:
  - Ny svensk musik. Lunds studentsångförening. LP. Bis Lp 32. 1976.
- Mot värk:
  - Edsberg. Instrumentalensemble. LP. Sveriges radio Srlp 1322. 1979.
- Musik för violoncell:
  - Grammofonkonsert 1972. Gerhard Hamann. LP. Caprice RIKS LP 21. 1972.